# Symploce striata
Symploce striata är en kackerlacksart som först beskrevs av Tokuichi Shiraki 1906.  Symploce striata ingår i släktet Symploce och familjen småkackerlackor.

## Underarter
Arten delas in i följande underarter:
- S. s. striata
- S. s. wulaii